# Orsola Nemi
Orsola Nemi (Firenze, 11 giugno 1903 – La Spezia, 8 febbraio 1985) è stata una scrittrice, traduttrice e giornalista italiana.

## Biografia
Il suo vero nome era Flora Vezzani. Si trasferì, bambina, a La Spezia, col padre, ufficiale di fanteria, medaglia d'oro. A lui caduto sul Carso, nel giorno di Sant'Orsola, (15 ottobre 1915) dedicò parte del suo pseudonimo; l'altra metà era all'inizio Nemini (in latino, di nessuno) simbolo del suo carattere schivo e indipendente. A tre anni, fu colta dalla poliomielite in una forma che le risparmiò la vita ma la segnò per sempre: eppure bella, con un volto spirituale, dai lineamenti finissimi e uno sguardo che rimase limpido e attento fino agli ultimi giorni della sua vita.
Conosciuto, attraverso un annuncio sulla Fiera Letteraria, Henry Furst, celebre letterato americano e inviato del New York Times trasferitosi in Italia, se ne innamorò e lo sposò. Quello con Furst, scomparso nel 1967, fu l'incontro decisivo per la carriera di Orsola Nemi: grazie a lui incontrò Montale che pubblicò alcune sue poesie sulla rivista Letteratura, poi stampate da Bompiani nel 1942. Da Bompiani le venne affidato l'importante compito di collaborare alla monumentale opera del Dizionario delle Opere e dei Personaggi. Intensa e proficua è stata anche l'amicizia e la collaborazione con Leo Longanesi, di cui fu segretaria a Roma e per il quale tradusse soprattutto grandi autori francesi: Tocqueville, Balzac, Saint-Simon, Baudelaire, Flaubert, Maupassant e un romanzo scritto in francese dal rumeno Vintilă Horia.
La sua attività si colloca tra gli anni trenta e gli anni ottanta, intensissima e molteplice; fu autrice di romanzi, racconti, favole, saggi, preghiere, articoli: vari generi letterari a cui per un cinquantennio si dedicò con intenso lavoro. Fu instancabile e fine traduttrice, collaboratrice di quotidiani e riviste, quali La Gazzetta del Popolo, Il Messaggero, L'Osservatore Romano, Il Tempo, Il Borghese, La Torre, e anche autrice di ricette di cucina, di articoli su «pizzi e ricami» ospitati da Rakam. Iniziò a scrivere nel clima culturale della Ronda, della «Nouvelle Revue Française» e della Fiera Letteraria. Lavorò anche per il teatro: nel 1961, per il centenario dell'Unità d'Italia scrisse Camicie Rosse.
Amò particolarmente le favole e ne scrisse molte tra cui Nel tesoro delle galline. Ne pubblicò numerosissime a puntate su La Gazzetta dei lavoratori, in una sezione speciale per i bambini, firmandosi il gufo della torre o il gufo navigante, alcuni suggestivi titoli: Il Califfo curioso, Un naufragio tra predoni, La Nave volante, numerose dedicate al regno degli animali come ad esempio: L'orso e la capinera, La regina delle api, Il granchio d'oro, La torre dei gatti, Il gallo tramviere; nel 1944 scrisse Nel paese di Gattafata, una lunga fiaba illustrata da un rarissimo De Chirico, pubblicata da Documento editore, ed è la scrittrice Anna Banti a scrivere: «che Orsola sia nata col talento, la vocazione della favola, fu chiaro fin dal '40, quando Bompiani le ebbe stampato quel Rococò, più favola che romanzo (..) la lingua infatti che essa usa è una delle più asciutte e limpide che oggi sia dato leggere, una lingua appunto, da favola classica».
Da cattolica, nel 1972, scrisse il pamphlet I Cristiani Dimezzati in cui criticava il modernismo della Chiesa postconciliare. Dopo la morte del marito si dedicò alla composizione dell'opera Il meglio di Henry Furst, con la prefazione di Mario Soldati e introduzione di Ernst Jünger. Infine nel 1980, completò l'opera che aveva iniziato a scrivere insieme ad Henry Furst: la biografia di Caterina de' Medici, pubblicata da Rusconi. Fu amica di molti intellettuali del Novecento, tra cui: Anna Maria Ortese, Sibilla Aleramo, Irene Brin, Lucia Rodocanachi, Eugenio Montale, la moglie Mosca, Emilio e Leonetta Cecchi, Gianfranco Contini, Giovanni Comisso, Mario Soldati, Giuseppe Ungaretti, Carlo Bo, Ennio Flaiano, Silvio Negro, Sigfrido Bartolini, Anna Banti, Gianna Manzini, Federico Fellini, Italo Calvino, Leo Longanesi, Valentino Bompiani, Ernst Jünger, e molti altri.
Giuseppe Prezzolini ha descritto Orsola Nemi con queste parole:
(Giuseppe Prezzolini, Storia tascabile della letteratura italiana, Palermo, Sellerio, 2003, p. 118)

## Opere
- Rococò, Milano, Bompiani, 1940
- Cronaca, Milano, Bompiani, 1942
- Nel paese di Gattafata, ed. Documento, 1944; Bompiani, 2017
- Lena e il Bombo, Milano, Rosa e Ballo, 1944
- Anime Disabitate, Roma Atlantica, 1945
- Maddalena della Palude, Milano, Longanesi, 1949
- Rotta a nord, Firenze, Vallecchi, 1955
- I Gioielli Rubati, Milano, Bompiani, 1958
- Il sarto stregato, Milano, Ceschina, 1960
- Camicie rosse, Milano, Edizioni del Borghese, 1961
- Le Signore Barabbino, Milano, Rizzoli, 1965
- Taccuino di una donna timida, Milano, Edizioni del Borghese, 1969
- Il tesoro delle Galline, Milano, I.P.L, 1970
- L'Astrologo distratto, Roma, ed. Volpe, 1971
- I Cristiani Dimezzati, Milano, Rusconi, 1972
- Caterina Dè Medici, Milano, Rusconi, 1980
- Henry Furst, Il meglio di Henry Furst, a cura di Orsola Nemi, prefazione di Mario Soldati, introduzione di Ernst Jünger, Milano, Longanesi, 1970.

### Favole
- Il califfo curioso
- Un naufragio tra pedoni
- la nave volante
- l'Orso e la capinera
- la regina delle api
- il granchio d'oro
- l'anitra bianca
- le bestie parlanti
- la torre dei gatti
- la volpe e il riccio
- il gallo tranviere
- il ladro nero

### Traduzioni
- Gustave Flaubert, L'educazione sentimentale, Milano-Roma, Rizzoli, 1942.
- Scandali e personaggi: scelta dalle memorie di Saint-Simon, 2 voll., Roma, Documento Libraio Editore, 1944.
- John Reed, Dieci giorni che fecero tremare il mondo, Milano, Longanesi, 1946.
- Gustave Flaubert, Bouvard e Pécuchet, Collana La Gaja Scienza n.5, Milano, Longanesi, 1946.
- Ben Hecht, Il diavolo a New York, Collana La Gaja Scienza n.12, Milano, Longanesi, 1947.
- Evelyn Waugh, Sempre più bandiere, Milano, Bompiani, 1949.
- Arthur Rimbaud, Una stagione all'inferno, Collana Piccola Biblioteca, Milano, Longanesi, 1951.
- Herman Melville, Benito Cereno ed altri racconti, traduzione di O. Nemi ed Henry Furst, Collana Piccola Biblioteca n. 32-34, Milano, Longanesi, 1951.
- Guy de Maupassant, Bel-Ami, BUR n.936, Milano, Rizzoli, 1955.
- Il Meglio di Baudelaire, Prefazione di Henry Furst, Milano, Longanesi, 1955.
- Mac Hyman, Tempi brutti per i sergenti, Milano, Bompiani, 1955.
- Moses I. Finley, Il mondo di Odisseo [The World of Odysseus], traduzione di Henry Furst e Orsola Nemi, Bologna, Cappelli, 1956.
- Albert Bessières, S. J., Vita di Gesù, Collana universale n.16/17, Bologna, Cappelli, 1958.
- Edmond e Jules de Goncourt, I Pittori francesi del XVIII secolo, Collana I Marmi n.14, Milano, Longanesi, 1959.
- Gustave Flaubert, Romanzi e Racconti (1869-1880) · Teatro, A cura di Renato Prinzhofer e Silvio Giovaninetti, Milano, Mursia, 1961. [traduzione di La tentazione di Sant'Antonio e Tre racconti]
- Vintilă Horia, Dio è nato in esilio. Diario di Ovidio a Tomi, Milano, Edizioni Il Borghese, 1961.
- Graham Greene, Inedito, Milano, Longanesi, 1962.
- Vintila Horia, La settima lettera, Milano, Edizioni Il Borghese, 1965.
- Michel de Saint Pierre, I nuovi preti, Milano, Edizioni Il Borghese, 1965.
- Edward Gibbon, Viaggio in Europa, Collana Vecchia Europa e nuova, Milano, Edizioni Il Borghese, 1965.
- Robert Brasillach, I sette colori, Milano, Edizioni Il Borghese, 1966.
- Dorothy M. Johnson, Tomahawk, Prefazione di Jack Schaefer, Collezione La ginestra n.125, Milano, Longanesi, 1972.
- Pearl S. Buck, La casa dei fiori, Milano, BUR Rizzoli, 1972.